# Luffia ferchaultella
Luffia ferchaultella är en fjärilsart som beskrevs av Stephens 1850. Luffia ferchaultella ingår i släktet Luffia och familjen säckspinnare. Inga underarter finns listade i Catalogue of Life.

## Bildgalleri

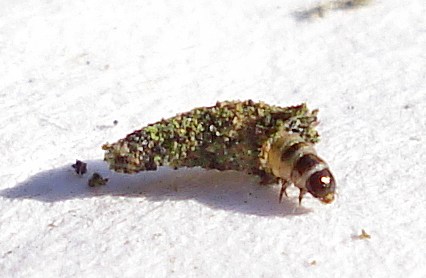
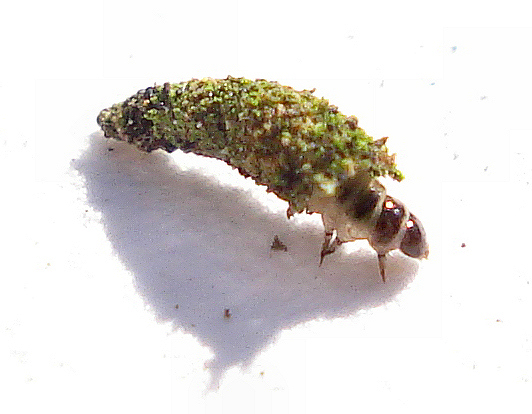